# Oytograk (sockenhuvudort i Kina, Xinjiang Uygur Zizhiqu, lat 36,83, long 81,93)
Oytograk (kinesiska: 奥依托格拉克, 奥依托格拉克乡) är en sockenhuvudort i Kina. Den ligger i den autonoma regionen Xinjiang, i den nordvästra delen av landet, omkring 910 kilometer sydväst om regionhuvudstaden Ürümqi. Antalet invånare är 18 271. Befolkningen består av 8 815 kvinnor och 9 456 män. Barn under 15 år utgör 25,0 %, vuxna 15-64 år 70 %, och äldre över 65 år 4,0 %.
Runt Oytograk är det mycket glesbefolkat, med 5 invånare per kvadratkilometer. Det finns inga andra samhällen i närheten. Trakten runt Oytograk är ofruktbar med lite eller ingen växtlighet.
Genomsnittlig årsnederbörd är 65 millimeter. Den regnigaste månaden är juni, med i genomsnitt 14 mm nederbörd, och den torraste är januari, med 1 mm nederbörd.